# Los Panuchos
Los Panuchos: Historia del PAN desde los cristeros hasta FOX es un libro caricaturesco escrito e ilustrado por Eduardo del Río conocido como Rius. De una manera sencilla y con un lenguaje coloquial va repasando la historia desde los antecedentes de los conservadores mexicanos, pasando por las guerras cristeras, los sinarquistas, el nacimiento del Partido Acción Nacional y culmina con la llegada al poder en México del primer presidente que no perteneció al PRI, Vicente Fox.

## Sinopsis
El libro cuenta con nueve capítulos:
- 1. Los bisabuelos del PAN
- 2. Cuando el PAN salió del horno
- 3. La doctrina… de los panistas
- 4. La santa y triplea
- 5. 50 años de leal “oposición”
- 6. Los bárbaros del norte (¿o los barberos?)
- 7. Dando y dando… y el ave azul volando
- 8. Capítulo último (¿del PRI o del país?)
- 9. Capítulo post-último

Además cuenta con una “apertura” titulada “¿Qué es el pan?” a cargo de Luis Strempler, pintor de Tepoztlán, Morelos.
Rius comienza haciendo una pequeña reseña de los conservadores mexicanos como antecedente de la derecha mexicana.El primero es Agustín de Iturbide, criollo mexicano que primero estuvo en el ejército virreinal y después se pasaría al bando de los insurgentes que luchaban por la independencia. El asesor de Iturbide era Lucas Alamán y Escalada, político, economista e historiador, Fundador del Partido Conservador, defensor de las instituciones colonialistas, el latifundismo, la monarquía y la Iglesia católica. Cuenta el contexto histórico de esa época hasta llegar a las guerras cristeras donde se crean “legiones” clandestinas que luchan por imponer su voluntad y que después, por orden de la Iglesia, se convierten en Unión Nacional Sinarquista, de esta manera Rius comienza en el contexto del México posrevolucionario.
Después da un repaso al nacimiento del Partido Acción Nacional, sus creadores, los grupos empresariales que lo financiaban, la doctrina panista y sus estatutos, Rius declara que alguna vez estuvo en el PAN.
En los últimos capítulos nos cuenta sobre el PAN de los años 80, su lugar de “oposición” dentro del régimen del PRI, la llegada del Neoliberalismo a México, las elecciones entre Manuel Clouthier, Cuauhtémoc Cárdenas y Carlos Salinas de Gortari, finalizando con la llegada del primer panista a la presidencia de México, Vicente Fox.